# El Jabalí
El Jabalí es una localidad mexicana situada en el Municipio de Rioverde (en el Estado de San Luis Potosí). Tiene 1955 habitantes. El Jabalí está ha ubicado a 1.020 metros de altitud.

## Media Luna
El manantial de la Media Luna, se encuentra en la zona media del estado de San Luis Potosí, en el municipio de Rioverde, específicamente en el ejido del Jabalí, a éste se llega por la carretera 70 San Luis Potosí - Cd. Valles, recorriendo 125 km, partiendo de la capital del estado. Aproximadamente a 3 km de la ciudad de Rioverde, se encuentra la desviación hacia la Media Luna, después de recorrer 10 km a un costado del canal principal de riego, se encuentra el manantial.
Pero no olviden que El Jabalí es un pequeño pueblo que cuenta con una gran variedad de cosecha como cacahuates, chile, maíz, etc.